# 段举
段举（1963年8月31日—），出生于天津市，是已退役的中国职业足球运动员，球员生涯大部分时间效力于天津队，是80年代中后期以及90年代初中国队的主力球员。

## 球员生涯
段举于1984年被选入天津一队，随后几个赛季表现出色，成为天津队的主力左前卫。1985年5月19日，中国队在1986年世界杯预选赛中主场不敌香港队，失去进军世界杯的机会，赛后爆发了著名的五一九事件。之后国家队主教练曾雪麟辞职，代理主教练年维泗将段举选入国家队，随后高丰文更是让段举成为主力左前卫。他在汉城奥运会足球预选赛最后一场比赛中助攻柳海光破门，球队客场战胜日本队进军奥运会。段举随后代表中国队参加1990年世界杯预选赛，但球队在淘汰赛阶段接连遭遇“黑色三分钟”，最终没能进入世界杯。1991年中国队在亚运会上败于泰国，随后高丰文下课，段举也退出国家队返回天津。1992年，段举东渡日本，效力于钢管队，1993年退役回国。1995年曾代表天津缘诚参加乙级联赛，但并未参加决赛阶段比赛。退役后段举曾经开设段举足球学校。